# John White (scrittore)
John White (Liverpool, 5 marzo 1924 – Vancouver, 11 maggio 2002) è stato un presbitero, psichiatra, docente missionario, predicatore inglese, che collaborò con l' International Fellowship of Evangelical Students dell'America Latina e pubblicò numerosi libri con l'InterVarsity Press.
Trasferitosi in Canada nel 1965, completò la specializzazione in psichiatria, divenendo professore associato di psichiatria all'Università di Manitoba e pastore della Church of the Way. È l'autore del libro Eros Defiled, sostituito da Eros Redeemed.

## Biografia
Dopo aver trascorso l'infanzia e l'adolescenza a Manchester, durante la Seconda Guerra Mondiale White prestò servizio nella Fleet Air Arm come fotografo di ricognizione. Successivamente completò la formazione medica all'Università di Manchester.
Una delle missioni di breve durata alle quali prese parte lo condusse oltre la Cortina di ferro per portare illegalmente a destinazione un carico di introvabili esemplari della Bibbia. Il 25 giugno 1955 sposò Loretta Mae O'Hara (conosciuta pochi giorni prima ad una conferenza sulle missioni), con la quale il 25 ottobre partì per la Bolivia con l'evangelica New Tribes Mission.

La coppia ebbe cinque figli: Scott (nato in Bolivia), Kevin e Liana (nati in Argentina), Miles e Leith (nati in Perù).
Nel 1965 si trasferirono al completo a Winnipeg, in Canada, dove White si laureò in psichiatria e trovò quindi occupazione come professore associato all'università locale. Negli anni della sua attività professionale, insieme alla moglie, fondò la Church of the Way, che arrivò ad avere quattrocento membri circa. Negli anni '80, John decise di trasferirsi con la famiglia a Pasadena, per dedicarsi alla sua passione preferita, la scrittura.
Cinque anni più tardi, la famiglia si stabilì a North Delta, nella Columbia Britannica, per prestare servizio come pastori aggiunti della North Delta Vineyard Church, futura Surrey Vineyard Church. L'attività missionaria di White si unì a quella accademica, svoltasi principalmente al Regent College di Vancouver.
Il suo testo più noto è Eros Defiled, che tratta della morale cristiana in relazione ai peccati sessuali. Racconta della violenza sessuale subita quando un giovane studente delle scuole medie fu avvicinato da un volontario della Christian Youth. Anni dopo le sue continue ristampe, White dichiarò di essersi pentito della pubblicazione, raccomandando la lettura del nuovo volume Eros Redeemed.
Malato di Alzheimer e di cuore, negli ultimi anni di vita fu coinvolto trasversalmente nel Movimento carismatico, persuaso ad aderirvi da una lezione di John Wimber, pastore e musicista quacchero del Fuller Theological Seminary di Pasadena.
Morì l'11 marzo 2002, all'età di 76 anni.